# جيسيكا دوبيه
جيسيكا دوبيه هي متزلجة فنية كندية، ولدت في 29 أكتوبر 1987 في درومونفيل في كندا.

## وصلات خارجية
- جيسيكا دوبيه على موقع الاتحاد الدولي للتزلج (الإنجليزية)
- جيسيكا دوبيه على موقع الاتحاد الدولي للتزلج (الإنجليزية)
- جيسيكا دوبيه على موقع الاتحاد الدولي للتزلج (الإنجليزية)
- جيسيكا دوبيه على موقع الاتحاد الدولي للتزلج (الإنجليزية)
- جيسيكا دوبيه على موقع أوليمبيديا (الإنجليزية)